# Avenida Santos Dumont (Fortaleza)
A Avenida Santos Dumont é uma das avenidas mais importantes de Fortaleza.
É uma das vias mais longas da cidade com mais de oito quilômetros ligando o bairro Centro a zona leste de Fortaleza chegando até a Praia do Futuro cruzando o bairro Aldeota. 
A avenida começa estreita a partir da Rua Coronel Ferraz sendo alargada a partir da Rua Dona Leopoldina. A partir da Rua Tibúrcio Cavalcante ganha um binário (o que antes era em sentido duplo) com faixas para ônibus, carros e bicicleta, a avenida ganhou outro binário em 2019 no trecho do Papicu, quase a mesma coisa do binário da Aldeota, só que no novo binário tem ciclofaixa bidirecional. O binário segue por todo o bairro da Aldeota e um trecho do Papicu apenas sentido leste até a rua César Fonseca, onde existe um túnel próximo ao Riomar Fortaleza. Após essa rua a avenida segue em sentido duplo com canteiro central, onde à frente ganha uma subida das dunas e uma curva na descida dando acesso à Praia do Futuro, terminando na Avenida Dioguinho. 
É a terceira maior avenida de Fortaleza com aproximadamente 8,5km de extensão, ficando atrás somente da Avenida Washington Soares e Avenida General Osório de Paiva, com 13 km e 9,4 km, respectivamente.
Ao longo da avenida existem grandes empreendimentos comerciais, como shopping´s e centros comerciais. 